# Zeynalabdin Shirvani
Zeynalabdin Shirvani (Şamaxı, 16 août 1780 - Djeddah, 1838) est un géographie, poète et philosophe iranien.

## Biographie
Zeynalabdin Shirvani est né en 1780 dans la ville de Chamakhi, en Azerbaïdjan.
Il a décédé en 1837 lors d'un pèlerinage à la ville de La Mecque.